# نصب حرب

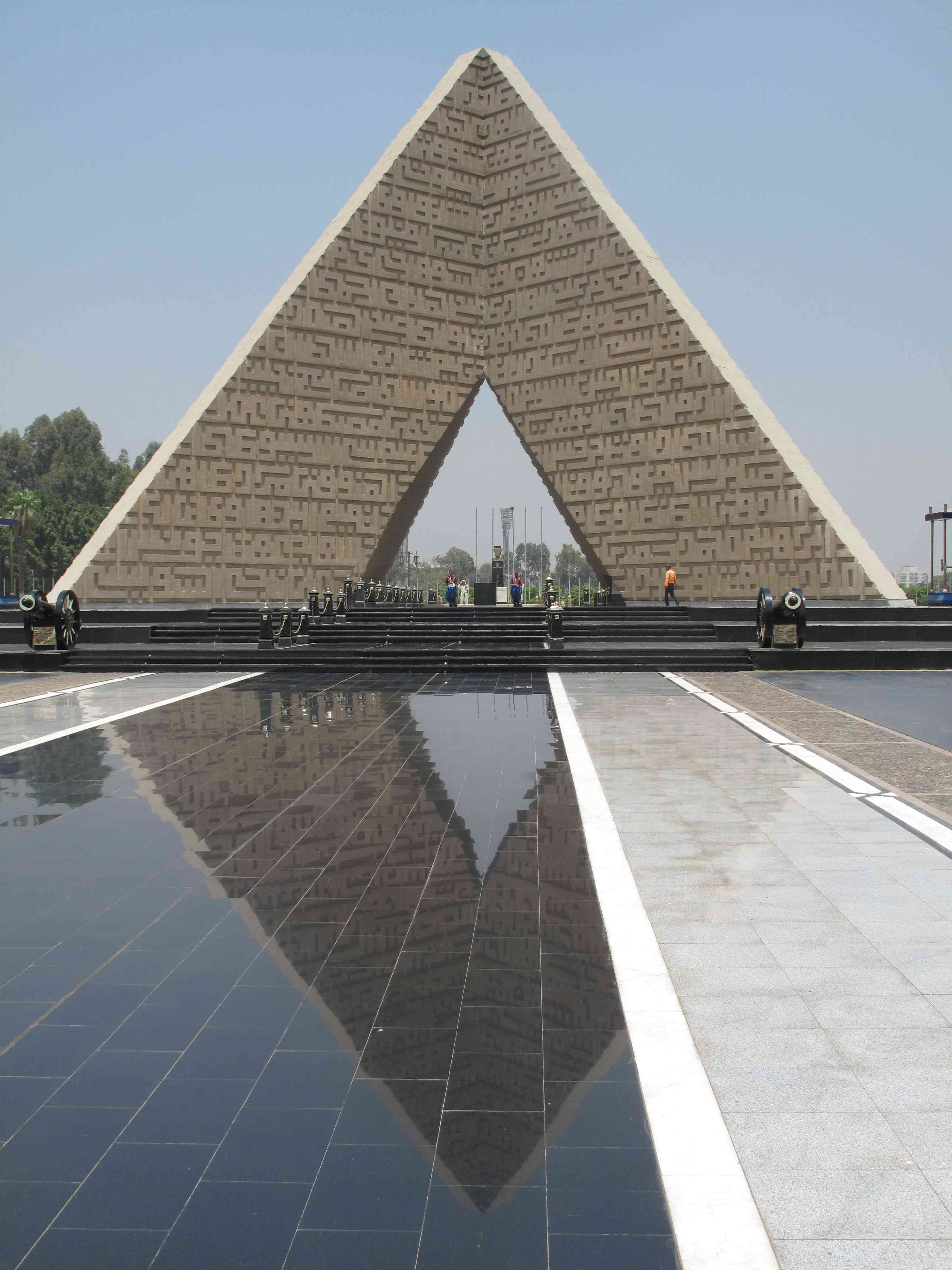
النصب التذكاري للجندي المجهول في القاهرة، مصر لتكريم المصريين والعرب الذين فقدوا أرواحهم في حرب أكتوبر 1973.

نصب التذكاري للحرب هو مبنى أو نصب تذكاري أو تمثال أو صرح آخر للاحتفال بالحرب أو النصر، أو لإحياء ذكرى من ماتوا أو أصيبوا في الحرب كما هو السائد في العصر
الحديث.

## رمزيته

### الاستخدام التاريخي
الاستخدام التاريخي
قام الإسماعيليون النزاريون في فترة ألموت -يعرفون أيضًا بالحشاشين- بعمل سجل شرف في قلعة ألموت يحتوي على أسماء القتلة وضحاياهم
.
أقدم نصب تذكاري للحرب في المملكة المتحدة هو كلية All Souls بجامعة أكسفورد. تأسست عام 1438 بشرط أن يصلي جميع الزملاء فيها على من قتلوا في الحروب الطويلة مع فرنسا.
كانت النصب التذكارية للحرب الخاصة بالحرب الفرنسية البروسية (1870-1871) هي الأولى في أوروبا التي يتم فيها إحياء ذكرى الجنود العاديين بالاسم. مُنح كل جندي قُتل ضريحًا دائمًا جزءًا من شروط معاهدة فرانكفورت 1871.
لإحياء ذكرى الملايين الذين لقوا حتفهم في الحرب العالمية الأولى، ، أصبحت النصب التذكارية للحرب شائعة في المجتمعات الكبيرة والصغيرة حول العالم.[بحاجة لمصدر]

### الاستخدام في العصر الحديث
في الأزمنة الحديثة، الهدف الرئيسي من النصب التذكارية للحرب ليس تمجيد الحرب، لكن تكريم من ماتوا. أحيانًا، كما في حالة «ركوع وارسو» لويلي براندت، قد تُعد نقاطًا محورية لزيادة التفاهم بين الأعداء السابقين..
باستخدام التكنولوجيا الحديثة، يقوم مشروع دولي حاليًا بأرشفة جميع مقابر حرب الكومنولث بعد عام 1914 والنصب التذكارية لهيئة الكومنولث لمقابر الحرب بغرض إنشاء نصب تذكاري افتراضي يطلق عليه اسم «مشروع تصوير مقابر الحرب».

## تاريخ

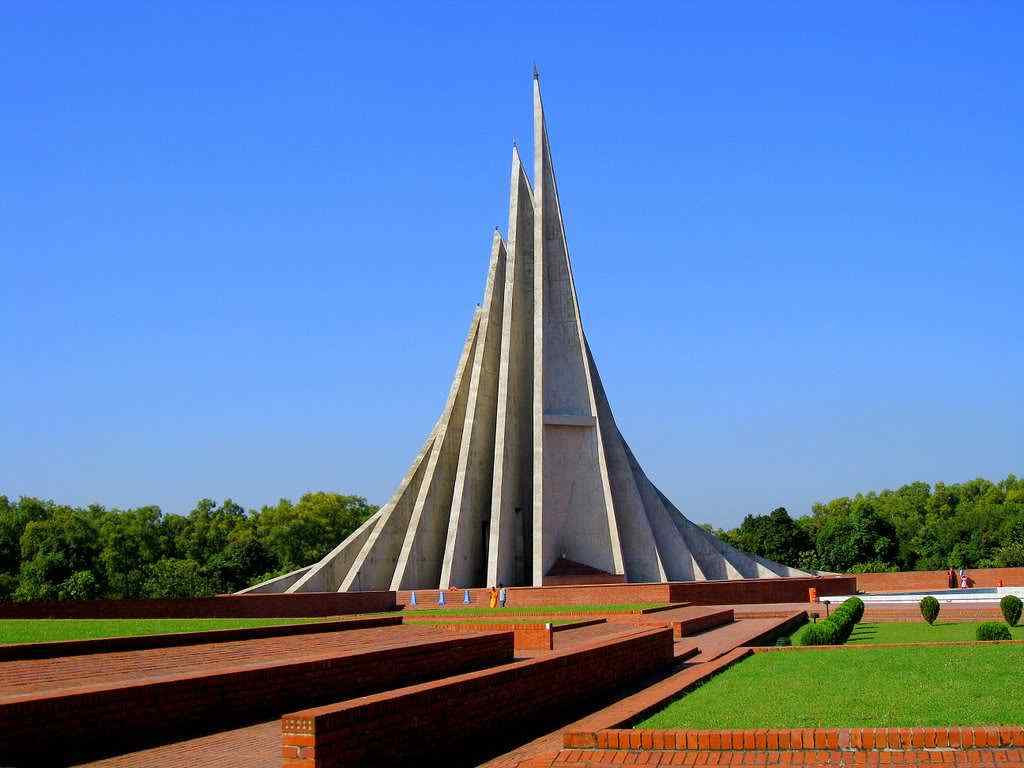
نصب الشهداء الوطني في بنغلادش، الذي بني تخليدًا لأولئك الذين دفعوا حياتهم في حرب تحرير بنغلاديش في عام 1971

### النصب التذكارية للحرب العالمية الأولى
خلال الحرب العالمية الأولى، شهدت العديد من الدول دمارًا هائلًا وخسائر في الأرواح. فقد عدد أكبر من الناس أرواحهم في الشرق مقارنةً بالغرب، لكن النتيجة كانت مختلفة. في الغرب، وردًا على الانتصار المتحقق، أقامت معظم المدن في البلدان المشاركة في النزاع نصبًا تذكارية، مع النصب التذكارية في القرى والبلدات الصغيرة التي تذكر في كثير من الأحيان اسم كل جندي محلي قُتل إضافةً إلى -بقدر ما يتعلق الأمر بقرار الفرنسيين والبريطانيين سنة 1916 بتشييد مقابر مصممة حكوميًا- تسجيل أسمائهم على شواهد القبور العسكرية، غالبًا ضد إرادة المعنيين بشكل مباشر، ودون أي فرصة للاختيار في الإمبراطورية البريطانية -التي كانت تدير قبورها الحربية لجنة مقابر الحرب الإمبراطورية. شُيدت معالم بريطانية ضخمة لإحياء ذكرى آلاف القتلى دون وجود مقبرة حرب محددة، مثل بوابة مينين في إيبرس ونصب ثيبفال التذكاري في السوم.
يقع نصب الحرية التذكاري في مدينة كانساس سيتي بولاية ميزوري، وهو نصب تذكاري مخصص لجميع الأمريكيين الذين خدموا في الحرب العظمى. لأسباب مختلفة مرتبطة بطابعهم، يمكن أن يقال أن الشيء نفسه ينطبق على بعض النصب التذكارية الحكومية في المملكة المتحدة -النصب التذكاري في لندن، المتعلق بالإمبراطورية بشكل عام، والنصب التذكاري للحرب الوطنية الاسكتلندية في إدنبرة، أيضًا مع الإشارة إلى الإمبراطورية، ولكن مع روابط خاصة بالمملكة المتحدة، بعد أن افتتحها أمير ويلز سنة 1927 مع الملك والملكة، فكانوا أول الزوار والمساهمين في وضع صحيفة لأسماء الاسكتلنديين الذين قضوا نحبهم خلال الحرب في داخل الضريح. في ولاية ماريلاند، في وسط مدينة بالتيمور مقابل قاعة مدينة بالتيمور إلى الغرب، توجد ساحة هندسية مرصوفة بالأشجار مع مبنى الحرب التذكاري إلى الشرق مع قاعة مدنية كبيرة مزينة بالرخام ومتحف تاريخي لقدامى المحاربين، صممها

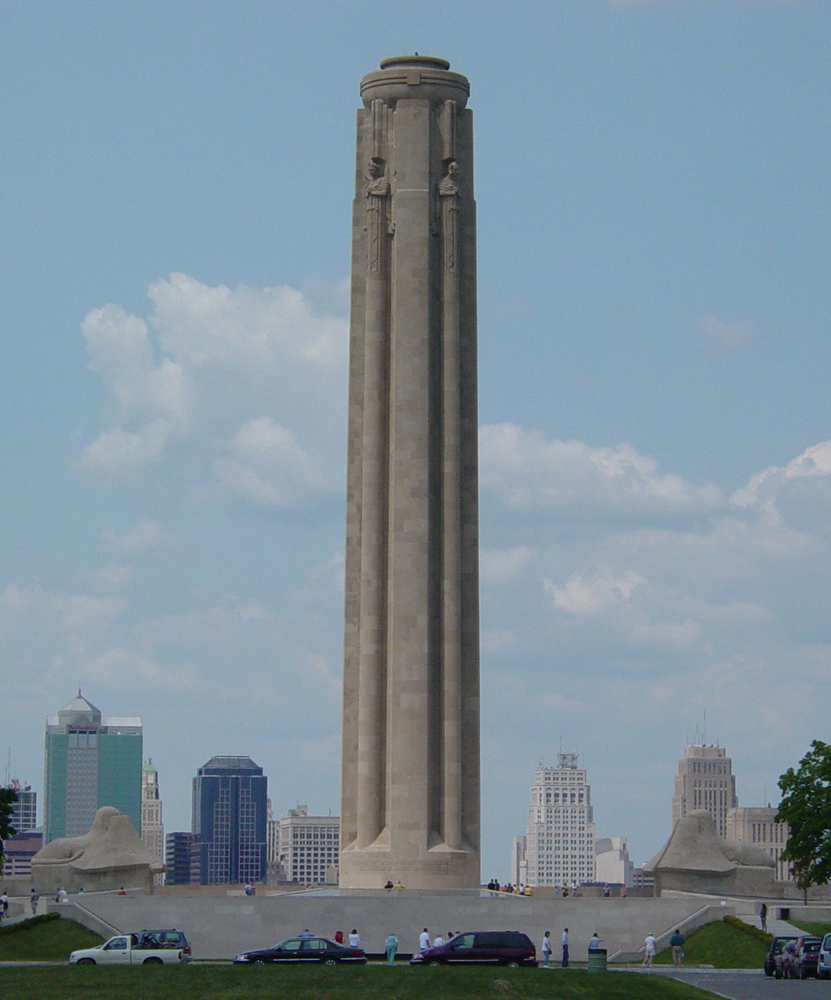
نصب الحرية التذكاري وهو النصب التذكاري الوطني للحرب العالمية الأولى للولايات المتحدة الأمريكية يقع في مدينة كانساس سيتي بولاية ميزوري

لورنس هول فاولر وشيدت سنة 1925.

### نصب الحرب السلامية وتلك المتعلقة بالحرب والسلام
بعد الحرب العالمية الأولى، أقامت بعض المدن في فرنسا نصبًا تذكارية سلمية للحرب. وبدلًا من إحياء الذكرى المجيدة للموتى، فإن هذه النصب التذكارية تدين الحرب بشخصيات أرامل وأطفال حزينة بدلًا من الجنود. وقد أثارت مثل هذه النصب التذكارية الغضب بين قدامى المحاربين والجيش بشكل عام. وأكثرها شهرة يقع في جينتوي بيجيرول، في مقاطعة كروز. وتحت العمود الذي يذكر اسم الضحايا، يقف يتيم من البرونز يشير إلى نقش يقول «ملعونة هي الحرب». وبسبب اشتداد الغضب، فإن النصب التذكاري لم يفتتح رسميًا حتى عام 1990، وكان الجنود في معسكر الجيش القريب يؤمرون بإدارة رؤوسهم حين يمرون أمامه. ومن النصب التذكارية الأخرى الشبيهة ما أقيم في بلدة إكيردريفيل هانيفيل، إقليم المانش. وهو تمثال لأرملة حزينة لديها طفلان صغيران.

وعلى ما يبدو فليس هناك مكافئ للنصب التذكاري المسالم في المملكة المتحدة، لكن المشاعر تجاه هذه النصب كانت متشابهة في كثير من الحالات. ومن ثم، ورغم ما يبدو من جهل عام 

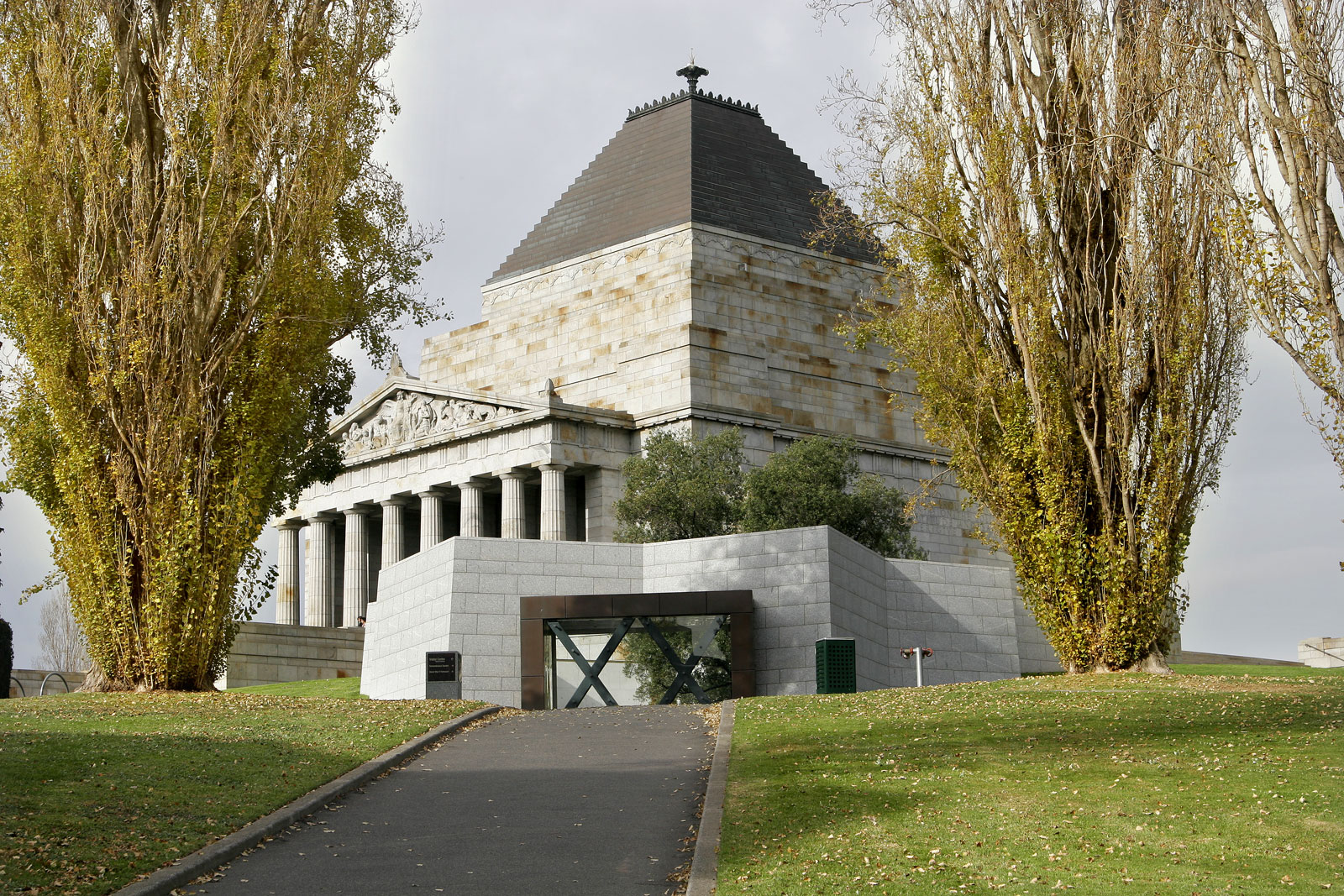
ضريح إحياء ذكرى في ملبورن، أستراليا

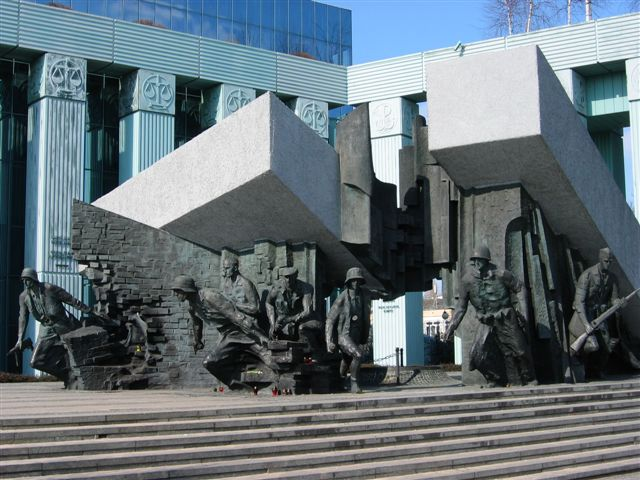
.نصب تذكاري لأبطال انتفاضة وارسو في بولندا

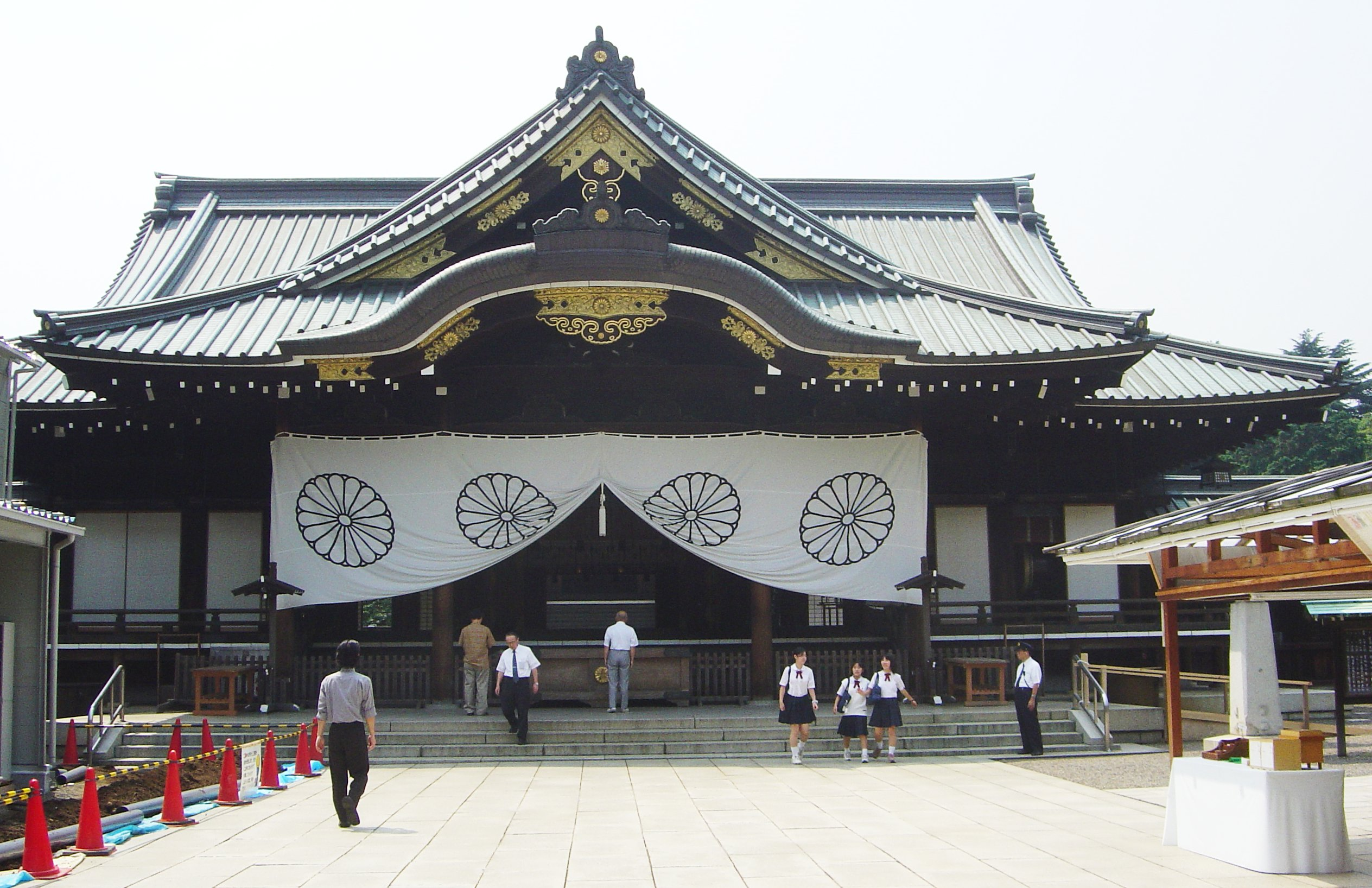
ضريح ياسوكوني في اليابان

بها، فيمكن القول بأنه كانت هناك في جميع أنحاء المملكة المتحدة نصبًا تذكارية للحرب تحوي إشارة لمفهوم السلام (كالنصب التذكاري في ويست هارتبول، التي تعرف الآن بهارتبول الذي نقشت عليه جملة «لك يا ربي النصر»).